# 漫畫改編的電視劇列表
《漫畫改編的電視劇列表》是所有受歡迎或特別題材的漫畫改編成電視劇的作品。

## 日本電視劇

### 日本漫畫

#### 1950-1980年代
| 1950年代 - 轟先生 - 海螺小姐 - 赤胴鈴之助 - 甜甜小公主 - 鐵臂阿童木 - 幻影偵探 - 矢車劍之助 - 瓦版繁昌記 迷僧物語 | 1960年代 - 鐵人28號 - 天馬天平 - 神奇少年 - 融岩大使 - 靈幻小子 - 假面忍者 赤影 - 彗星公主 - 狼人傳說 - 河童三平 妖怪大作戰 - 柔道一直線 - Flower action 009之1 - 大戶保家 | 1970年代 - 老婆18歲（1970年版） - 破廉恥學園 - 幪面超人 - 网球双凤 - 喜欢！喜欢！！魔女老师 - 帶子狼 - 机器刑事 - 小露宝 - 浮浪雲 | 1980年代 - 生徒諸君!（1980年版） - 生徒諸君!（1987年版） - 怪醫黑傑克（加山雄三版） - 人間交差點 - 迷宮課刑事迷宮先生（緒形拳版） - 飞女刑事II 少女铁假面传说 - 飞女刑事III 少女忍法帖传奇 - 鬼太郎 - 甜蜜小天使 - 棒球英豪 - 白鳥麗子 |

#### 1990年代
| 1990-1994 - HOTEL - 東京愛情故事 - 惡女 - 代紋TAKE2 - 愛情白皮書 - 夏子的酒 - 東京大學物語 - 內衣教父 - 美味大挑戰 | 1995-1996 - 鬼馬小夫妻 - 廚藝小天王 - 龍 - 金田一少年之事件簿（堂本剛版） - 怪廚博士 - 蜥蜴女孩 - 將太的壽司 - 惡作劇之吻（1996年版） - 美味關係 | 1997-1999 - 保健室阿姨 - 感應少年EIJI - 千面女郎 - 紅豆情緣 - 庶務二課 - P.S.我很好，俊平 - 麻辣教師GTO（反町隆史版） - PA私家女演員 - 上班族金太郎（高橋克典版） - 青春男孩 - 黑色推銷員 - 富江 |

#### 2000年代
| 2000-2001 - 神化嬌嬌女 - 多重人格偵探～雨宮一彥的歸還～ - 愛美大作戰 - 正義代書戰士 - 未來空港 - 惡女17歲 - 西洋骨董洋菓子店 - 本家之嫁 | 2002 - 超能力魔美 - 喜歡無賴男 - 漂流教室 - 奇天烈大百科 - 鋼鐵天使 - 極道鮮師 - 迷宮先生（渡瀬恒彦版） - 海猿（NHK版） - 遙控刑警 - 逮捕令 | 2003 - 寵物情人（2003年版） - 迷糊動物醫生 - 流氓蛋糕店 - 王牌至尊 - 小孤島大醫生 - 美少女戰士 | 2004 - 網球甜心 - 烈火男兒〜目組的大吾〜 - 夜型愛人專門店 - 與光同行 - 王牌大偵探 - 民俗學者八雲樹 - 拉麵王 - I'm home 遙遠的返家之路（NHK版）                         | 2005 - H2好球雙物語 - 浪花金融道 - 女排No.1 - 夜王 - 綺羅羅的壽司 - 東大特訓班 - 蜜桃17 - 海猿 Evolution（富士電視台版） - 花樣男子 - 孃王/第一女公關 |
| 2006 - 小護士當家 - 小早川伸木之戀 - 網壇小魔女 - 醫龍-Team Medical Dragon- - 詐欺花美男 - 純情外宿生 - 吉祥天女 - 櫻桃小丸子 - PRINCESS PRINCESS D - 錢華 - PS羅生門 - 快感職人 - 戀愛維他命 - 空姐真命苦 - 怨屋本舖 - 侦探学园Q - 邱比特的惡作劇 虹玉 - 交響情人夢 - 鐵板少女小茜!! - 名偵探柯南 | 2007 - Xenos - 百鬼夜行抄 - 砂時計 - 料理新鮮人 - 紙巾 - 生徒諸君!教師編 - 詐欺遊戲 - 相聚一刻 - Life - 花樣少年少女～美男♂學園～ - 貧窮貴公子 - BOYS 美型專家 - 女帝 - 有閑俱樂部 - 新宿天鵝 - 風魔小次郎 - 工作一姐 - 魔法老师 - 甜心戰士 THE LIVE | 2008 - 蜂蜜與四葉草 - DAISUKI 最喜歡!! - 1磅的福音 - 料理仙姬 - 熱血律師 - 不良學園 - 81diver - 安藤奈津/紅豆甜甜圈 - 課長島耕作 - 童顏刑事 - 我姊是惡魔 - 打擊天使琉璃 - 夢回綠園 - 貓街 - 妙廚老爹 - 王牌男公關 - 上班族金太郎（永井大版） | 2009 - 神之雫 - Q.E.D. 証明終了 - 醫界神手 - 漂流網咖 - 溫泉殺手 - 阿娜答得了憂鬱症 - 我要上太空 - 麻辣開鎖王 - 烏龍派出所 - 粉紅系男孩 - 我的乖乖女 - 深夜食堂 - 仁醫 | |

#### 2010年代
| 2010 - 鈴里高校書道部 - 轉職代理人 - 完美小姐進化論 - 新撰組PEACE MAKER - 代書萬萬歲 - 不良仔與眼鏡妹 - 怪物小王子 - 逃亡律師 - 日本人也不知道的日本語 - 農大菌物語 - 震撼鮮師 - 新難波帝王 - 檢事・鬼島平八郎 - 天才獸醫 - 櫻桃之夜 - 最後的日出 | 2011 - 示談交涉人 - 女警好愛嗅 - 臨死!!江古田 - 王牌酒保 - 黃昏流星群 - 鈴木老師 - 明日香高工進行曲 - IS 上帝的惡作劇 - 荒川爆笑團 - 歡迎光臨櫻蘭高校 - 華和家四姊妹 - 新花樣少年少女 - 人間昆蟲記 - 薔薇色聖戰 - 這個世界的角落（日本電視台版） - QP - 專業主婦偵探 - 我的天空 刑事篇 - 亂馬1/2 | 2012 - 孤獨的美食家 - 幸運三人組 - 未來日記-ANOTHER:WORLD- - 向陽之樹 - 走馬燈株式會社 - （AKIRA版） - 敏行快跑 - 多半在哭泣/快哭了 - 愛情種子 - 高橋留美子劇場 - 驚異死亡線 - 懶人的餐桌 - SUGARLESS～無糖～ - 大奧【男女．逆轉】 - Piece - 法庭新鮮人 - 幸福的時光 | 2013 - 織田信長的御廚 - ×××HOLiC - 凌晨三點的混亂地帶 - 惡作劇之吻～Love in the TOKYO - BAD BOYS 搞怪少年 - 網購王子 飯田好實 - 高梨太太 - 永澤君 - 佛專/佛學院 - 歌舞伎華之戀 - 小鎮醫生 JUMBO!! - LIMIT - 只要吃 - 假面教師 - 山田君與7人魔女 - 水木茂之怪怪怪的怪談 - 屍活師 女王的法醫學 - 段田凜 勞動基準監督官 - 白馬王子 純愛適齡期 - 彼岸島 - 黑河內 - 東京玩具箱 - 臨刑前72小時 |

#### 其他
| - 噴射少年 - 妖怪人間 - 卡片戰鬥先導者 - 約拿散步 - 她愛上了我的謊 - LOVE理論 - 大東京玩具箱 - Dr.DMAT - 失戀巧克力職人 - S-終極警官 - 極惡頑暴 - 特防 警察廳特殊防犯課 - 教育鐵子的人 - 大川端偵探社 - 死神君 - SMOKING GUN～決定的證據～ - 共食同寢住一起 - 青炎 - Again!! - 同窗生～人三次戀愛～ - 30小女人 無修正 - 上班族殺手 - 甩巴掌！～律師事務員箕輪用愛解決一切～ - 信長協奏曲 - 今天不上班 - 咕咕貓 - 黑服物語 - 靈異教師神眉 - 理科的人們 - 為什麼東堂院聖也16歲還交不到女友？ - 大使閣下的料理人 - 山田孝之的東京都北區赤羽 - 無間雙龍 - 神戶在住 - 和歌子酒 - 膽小鬼！！！ - 女人說服飯 - I'm Home - 食之軍師 - 預告犯 -THE PAIN- - 江戶盜賊團·雙雄 - 相信明天也是美味的飯〜銀色湯匙〜 - 愛吃拉麵的小泉同學 - 死亡笔记 - 根性青蛙 - 鬥牌傳說 - 37.5℃的眼淚 - 鄰座同學是怪咖與小留美現象 - 進擊的巨人 - 女之道 - 即使如此我還是喜歡你 - BAR檸檬之心 - 天使心 - 5→9～我愛上了帥哥型男和尚～ - 產科醫鴻鳥 - 釣魚狂日記 - 要在蒂凡尼吃早餐 - 武士老師 - 警報 刑警×女友×完全惡女 - 監獄學園 - 我才不會對黑崎君說的話言聽計從 - 請和這個沒用的我談戀愛 - Fragile - 尼采老師 - 澄或堇 - MARS～只是愛著你 - Good Morning Call愛情起床號 - 整理整頓喜劇 「我家沒甚麼。」 - 天才妙老爹 - Stranger〜暴露事件的怪物〜（波族傳奇） - 請叫我英雄 最初之日 | - 白天的錢湯酒 - 異鄉警察 - 極樂天使 - 重版出來！ - 火星異種 / 新希望 - 最後的餐廳 - 一觸即落 - 快樂婚禮 - 雖然是OL，但是剛開始是當女公關 - montage 三億元事件奇譚 - 高台家的成員 - 聲戀 - Baby Steps ~網球優等生~ - 毫不保留的愛 - 愛愛外星人 - 首相閣下的料理人 - 飆速宅男 - 过家家 - 胖子老師 - 惡魔蛙男 ‐序章‐ - 逃避雖可恥但有用 - 想居住的市鎮只有吉祥寺嗎？ - 公主公寓 - 福家堂本舗－KYOTO LOVE STORY－ - 真實發生過的女性人生劇 - 東京敗犬女 - 超級上班族左江內氏（中年超人左江內氏） - 咲-Saki- - 不好意思，我們明天要結婚 - 男子水泳社 - 銀與金 - 愛情酒店的上野先生 - 人渣的本愿 - 幕末美食 武士飯！（勤番美食 武士飯！） - 只要有北齋和飯 - 浪人餐桌 - 錢形警部（魯邦三世番外篇） - 你還是不懂群馬 - 我在麻理體內 - 淺草少年 - Bouncer - 朋友遊戲 - 愛情敗犬向前衝 - 100萬元女人們 - 人100%靠外表 - 其實並不在乎你 - 被哥哥溺愛得好困擾 - 帝一之國～學生街的咖啡店～（帝一之國） - 宮澤賢治的餐桌 - FIVE~型男5人組 - 機器飯友 - 神奈小姐！ - 偵探物語 - 深海魚男 - 我們做了 - 藍野婚姻介紹所 - 幸的寺廟飯 - 將棋飯 - 東京愛麗絲 - 我的房間 - 戰國快跑女高中生 - 刑警弓神 - 瀨戶內海 - 重要證人偵探 - 新宿SEVEN - 兩人的獨角戲 - 試著在日本慢跑啊〜為了那女孩全遍日本一圈〜 - 邊緣人 ～教你製作情婦的方法～（邊緣人） - 護花野獸 - 荷包蛋的蛋黃何時戳破最美味？ - 爆炎轉校生 REBORN（爆炎轉校生） | - 男之操 - 咲-Saki-阿知賀篇 episode of side-A - 只有我不存在的城市 - 不能犯 - 風雲兒們～蘭學革命篇～（風雲兒們） - 忘卻的幸子 - 電影少女～VIDEO GIRL AI 2018～（電影少女） - 監査役野崎修平 - 海月姬 - 你已藏在我心底 - 狂賭之淵 - 路人超能100 - 假日愛情 - 也許委員會 - 花牌情緣-繋- - 不倫食堂 - 紺田照的合法食譜 - Dolmen X - 要你對我×××！ - 兄友 - 流星花園~Next Season - 逃亡花 - 適婚女郎 - 夕嵐之街 櫻之國2018 - 我是大哥大 - 聖哥傳 - I”s - 理科生墜入情網，故嘗試證明 - 翱翔於天際的夜鷹 - 世界奇妙物語 - 情色小說家 - 座敷童子 - 我傻了！ - 紙娃娃的詛咒 - 時間摩托車 - 謊言八百屋 - 紅雲 - 旁通之夜 - 未來的回憶 - 聽到聲音 - 電力手法的幽霊 - 正午 - 沒有話語的房間 - 城 - 復仇俱樂部 - 有一天早上恐慌！ - 友子很長的早上 - 我要去旅行 - 夜車的人 - 昨天的你是另一個的你 明天的我是另一個的我 - 影武者 - 自動販賣機的男人 - 身體租賃 - 爆彈男的開關 - 挖耳具 - 棉毛男 - 空中醫生 - 未來小偷 - 橡膠男（ONE PIECE） - 蟲之家 - 地縛者 - 相信自己的男人（相信自己的男人2） - 面 - 謊言注意 - 做夢機 - 益智大叔（大叔的盛宴） - 被貼上！（有標籤的教室） - 接龍家族 - 又見接龍家族 - 寺島 - 夜之聲 - 女子力 |

### 它國漫畫
- 錢的戰爭
- HOPE～期待值零的新進員工～（未生）
- 世界奇妙物語
  - 妻子的記憶（奇奇怪怪）

## 台灣電視劇
台灣漫畫
- 四郎與真平
- 醉俠外傳
- 醋溜族
- 烏龍院
- 澀女郎系列
- 東華春理髮廳
- 用九柑仔店

日本漫畫
| - 華視《黑色映畫館－至死不渝的愛》 - 橘子酱男孩 - 蜜桃女孩 - 流星花園 - 貧窮贵公子 - 來我家吧！ - 世紀愛情夢幻 - 愛情白皮書（2002年） | - 薔薇之戀 - 戰神 - 惡作劇之吻（2005年） - 惡作劇2吻 - 惡魔在身邊 - 偵探物語A.S.T. - Hi 上班女郎 - 東方茱麗葉 | - 花樣少年少女 - 蜂蜜幸運草 - 熱情仲夏 - 公主小妹 - 美味關係 - 桃花小妹 - 愛似百匯 - 旋風管家 | - 華麗的挑戰 - 絕對達令 - 流氓蛋糕店 - 惡作劇之吻Miss In Kiss（2016年） - 櫻桃小丸子 - 深夜食堂 - 愛情白皮書（2019年） |

其他
- 風雲
- 至尊玻璃鞋

## 香港電視劇

### 香港漫畫
- 醉拳
- 中華英雄
- 中華英雄之中華傲訣

## 中國電視劇

### 中國漫畫
- 三毛流浪記
- 男神执事团
- 单恋大作战
- 镇魂街
- 热血同行
- 不说谎恋人
- 長歌行_(漫畫)

### 其他
- 粉红女郎
- 中華小當家
- 大爱无声（心言手語）
- 電影少女
- 網球王子（2008年版）
- 幸福小镇之浪漫满屋
- 孤獨的美食家
- 女強人俱樂部
- 深夜食堂
- 我與你的光年距離（雪姬）
- 无法拥抱的你
- 未生
- 龍櫻
- 內衣教父
- 交響情人夢
- 網球王子（2018年版）
- 火王之破晓之战
- 从前有座灵剑山 2019
- 棋魂（网剧）（2020）

## 韓國電視劇

### 韓國漫畫
- 車神傳說
- 可愛先生
- 一半（平等夫婦的一半家族日記）
- 茶母
- 浪漫滿屋
- 浪漫滿屋 TAKE2
- 宮
- 錢的戰爭
- 我愛你
- 食客
- 老千
- 風之國
- 2009外人球團（恐怖外人球團）
- 一枝梅歸來（一枝梅）
- 令人垂涎之島
- 熱血生意人
- 被稱為神的男子
- 武士白東修（庶民劍客）
- 瑪莉外宿中
- 大物
- 愛你
- I do I do
- BIRDIE BUDDY
- 新娘面具
- 野王（大物：野王傳）
- 鄰家花美男
- 青春期混合曲
- 漂亮男人
- 感激時代：鬪神的誕生
- 後遺症
- 女子漫畫皮鞋
- 魔法千字文
- Frost醫生
- 吃貨女子
- 戀愛細胞
- 未生
- 豪苟的愛
- Super Daddy 烈
- 皇太子的王子
- 看見味道的少女
- 橘皮馬末蘭果醬
- 馬屁精
- Last
- 夜行書生
- Webtoon Hero Toondra Show
- 錐子
- 想像貓
- 明日實驗王
- 捕鼠器裡的奶酪
- 疾風計劃
- Goodbye Mr. Black
- 鄰家律師趙德浩
- 麵條之神
- 好運羅曼史
- 打架吧鬼神
- 明日實驗王2
- 住在我們家的男人
- 心裡的聲音
- 大力女子都奉順
- 曖昧男
- 從遠處看蔚藍的春天
- 人魚王子（貓和狗）
- 河伯的新娘 2017（河神的新娘）
- 一起吃晚餐嗎？
- 有夫之婦的誕生
- 曖昧男
- 救救我（外面的世界）
- 付岩洞復仇者們
- Melo Holic
- 辭職的最佳時機
- 關於我們之間
- 我的ID是江南美人
- 操心
- 先熱情地清掃吧
- 鄰家律師趙德浩2
- Kingdom
- 都市征伐
- 與神一起
- 他人即地獄

### 日本漫畫
- 我是老師
- 情定泰勒瓦
- 花樣男子
- 學習之神
- 惡作劇之吻
- 總統
- 女帝
- 城市獵人
- Dr. JIN
- 致美麗的你
- 明日如歌
- 詐欺遊戲
- 深夜食堂
- 對我乾杯
- 她愛上了我的謊
- 絕對達令

## 歐美影集
歐洲漫畫
- 神鬼獵殺
- 雪國列車

### 美國漫畫
- 超人
- 蝙蝠俠
- 神奇女俠
- 绿箭侠
- 闪电侠
- 康斯坦丁
- 異世奇人
- 魔界奇譚
- 陰屍路
- 惡夜30：血液足跡
- 惡夜30：塵歸塵
- 淘氣阿丹
- 魚警察
- 惡劣的境界
- 珍妮弗（恐怖大師）
- 耶利米
- 房客
- 超級英雄
- 暗夜男
- 再生殺手
- 黑豹
- 時空特警
- 魔女之刃
- 異人族

### 其他漫畫
- ONE PIECE

## 其他國家電視劇
- Kiss Me(泰國版惡作劇之吻)
- 浪漫滿屋(泰國版)
- 宮(泰國版)